# Gunnar Améen
Gunnar Kristian Herman Améen, född den 21 mars 1898 i Stockholm, död 3 juni 1977 i Malmö, var en svensk civilingenjör. Han var son till Gustaf Améen och far till Lennart Améen. 
Améen avlade studentexamen 1917 och avgångsexamen från Kungliga Tekniska Högskolan 1922. Han arbetade tillfälligt för Ingenjörsvetenskapsakademien och anställdes som laborator vid Trelleborgs ångkvarn i Trelleborg 1923. Améen var föreståndare vid Kungsörnen i Malmö 1931-63.